# Pong
Pong é um jogo eletrônico de esporte de arcade com temática de tênis de mesa, com gráficos bidimensionais, desenvolvido pela Atari e lançado originalmente em 1972. Foi um dos primeiros jogos de arcade; foi criado por Allan Alcorn como um exercício de treinamento atribuído a ele pelo cofundador da Atari, Nolan Bushnell, mas Bushnell e o cofundador da Atari, Ted Dabney, ficaram surpresos com a qualidade do trabalho de Alcorn e decidiram fabricar o jogo. Bushnell baseou o conceito do título em um jogo eletrônico de pingue-pongue incluído no Magnavox Odyssey, o primeiro console doméstico de jogos eletrônicos. Em resposta, a Magnavox mais tarde processou a Atari por violação de patente.
Pong foi o primeiro jogo comercialmente bem-sucedido e ajudou a estabelecer a indústria de jogos eletrônicos junto com o Magnavox Odyssey. Logo após seu lançamento, várias empresas começaram a produzir jogos que imitavam de perto sua jogabilidade. Eventualmente, os concorrentes da Atari lançaram novos tipos de jogos que se desviaram do formato original de Pong em vários graus, e isso, por sua vez, levou a Atari a incentivar sua equipe a ir além de Pong e produzir jogos mais inovadores.
A Atari lançou várias sequências de Pong que se basearam na jogabilidade do original, adicionando novos recursos. Durante a temporada de Natal de 1975, a Atari lançou uma versão caseira de Pong exclusivamente através das lojas de varejo da Sears. A versão caseira também foi um sucesso comercial e gerou inúmeros clones. O jogo foi refeito em várias plataformas domésticas e portáteis após seu lançamento. Pong faz parte da coleção permanente da Smithsonian Institution em Washington, D.C., devido ao seu impacto cultural.

## Jogabilidade

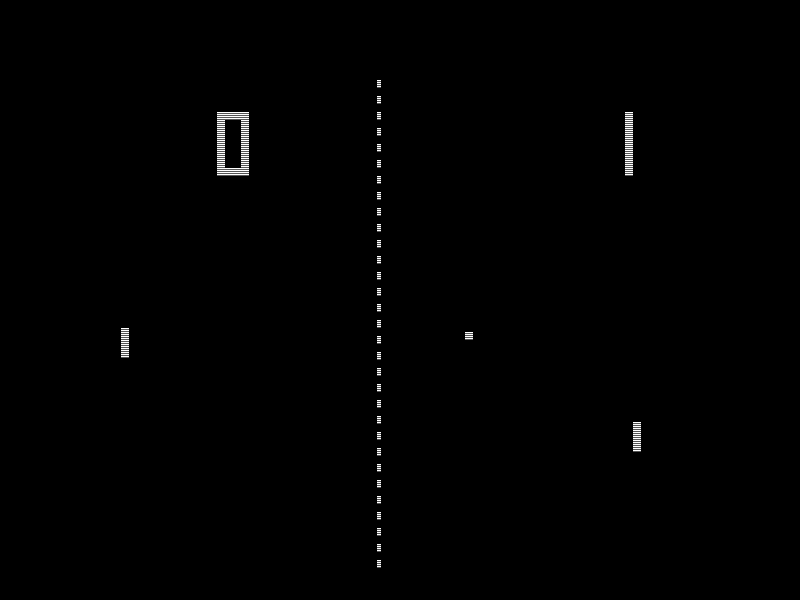
Jogabilidade de Pong

Pong é um jogo eletrônico de esporte em duas dimensões que simula um tênis de mesa. O jogador controla uma paleta (barra vertical) no jogo movendo-a verticalmente no lado esquerdo da tela, e compete contra o computador ou outro jogador que controlam uma segunda raquete no lado oposto. Os jogadores usam suas paletas para acertar a esfera (bola) e mandá-la para o outro lado. A paleta é dividida em oito segmentos, com o segmento central retornando a bola em um ângulo de 90º em relação a paleta e os segmentos externos retornando a bola em ângulos cada vez menores. A bola aumenta de velocidade cada vez que é rebatida, reiniciando a velocidade caso algum dos jogadores não acerte a bola. O objetivo é fazer mais pontos que seu oponente, fazendo com que o oponente não consiga retornar a bola para o outro lado.

## Desenvolvimento e história
Pong foi o primeiro jogo desenvolvido pela Atari Inc., fundada em junho de 1972 por Nolan Bushnell e Ted Dabney. Depois de produzir Computer Space, Bushnell decidiu formar a empresa para produzir mais jogos ao licenciar ideias de outras empresas. O primeiro contrato foi com Bally Technologies para um jogo de corrida. Pouco depois da fundação, Bushnell contratou Allan Alcorn pela sua experiência com engenharia eletrônica e ciência da computação; Bushnell e Dabney já haviam trabalho junto com ele na Ampex. Antes de trabalhar na Atari, Alcorn não teve nenhuma experiência com jogos eletrônicos. Para preparar Alcorn para a criação de jogos, Bushnell deu a ele um projeto com secretas intenções de ser um exercício de aquecimento. Bushnell disse a Alcorn que ele tinha um contrato com a General Electric para um produto, e ele pediu Alcorn para criar um jogo simples com um ponto que se move, duas paletas, e dígitos para mostrar a pontuação. Em 2011, Bushnell declarou que o jogo foi inspirado em versões anteriores de tênis eletrônico que ele tinha jogado anteriormente; Bushnell jogou a versão para computador PDP-1 em 1964 enquanto estava no colégio. Entretanto, Alcorn diz que foi uma resposta direta para o jogo de tênis da Magnavox Odyssey. Em maio de 1972, Bushnell havia visitado Magnavox Provit Caravan em Burlingame, Califórnia, onde ele jogou a demonstração de Magnavox Odyssey, especificamente o jogo de tênis de mesa. Apesar dele ter pensado que o jogo devia em qualidade, o jogo inspirou Bushnell a passar o projeto para Alcorn.
Alcorn primeiro examinou o esquema de Bushnell para Computer Space, mas os achou ilegíveis. Ele então criou seu próprio design baseado em seu conhecimento de lógica transistor-transistor e o jogo de Bushnell. Sentindo que o jogo básico era muito chato, Alcorn adicionou elementos para deixá-lo mais atrativo. Ele dividiu a paleta em oito segmentos para mudar o ângulo de retorno da bola. Por exemplo, o segmento central retornava a bola em um ângulo de 90º em relação a paleta, enquanto que os segmentos externos retornavam a bola em ângulos cada vez menores. Ele também fez a bola acelerar conforme ela ia sendo devolvida pelos jogadores, com a velocidade reiniciando caso algum jogador errasse a bola. Outra característica era que as paletas do jogo não conseguiam chegar até o topo da tela. Isso foi causado por um simples circuito que tinha um defeito próprio. Ao invés de dedicar tempo para corrigir o defeito, Alcorn considerou que isso dava ao jogo mais dificuldade e ajudava a limitar o tempo de jogo, caso contrário, ele imaginou que dois jogadores habilidosos poderiam jogar para sempre.
Após três meses de desenvolvimento, Bushnell falou para Alcorn que ele queria que o jogo tivesse efeitos sonoros realísticos e uma torcida. Dabney queria que o jogo fizesse "boo" e "hiss" quando o jogador errava a bola. Alcorn tinha um espaço limitado disponível para os dispositivos eletrônicos necessários e não sabia como criar esses sons com circuitos digitais. Depois de inspecionar o sync generator, ele descobriu que podia gerar diferentes tons e usou esses tons para os efeitos sonoros do jogo. Para construir o protótipo, Alcorn comprou uma televisão preto e branco de uma loja local, colocou ela em um gabinete de madeira de 4 ft (1,22 m), e soldou os fios nos tabuleiros para criar os circuitos necessários. O protótipo impressionou tanto Bushnell e Dabney que eles acharam que podia ser um produto lucrativo e decidiram testar sua comercialização
Em setembro de 1972, Bushnell e Alcorn instalaram um protótipo de Pong no bar local, Andy Capp's Tavern. Eles escolheram o bar por causa das boas relações com o gerente, Bill Gaddis; Atari fornecia máquinas de pinball para Gaddis. Bushnell e Alcorn colocaram o protótipo em uma das mesas perto de outras máquinas de entretenimento: uma jukebox, máquinas de pinball, e Computer Space. O jogo foi bem recebido na primeira noite e a popularidade continuou a crescer durante os dez dias seguintes. Bushnell então fez uma viagem de negócios para Chicago para demonstrar o Pong para os executivos de Bally e Midway Manufacturing; ele pretendia usar Pong para cumprir o contrato com Bally ao invés do jogo de corrida. Poucos dias depois, o protótipo começou a apresentar complicações e Gattis contatou Alcorn para fixá-lo. Ao verificar a máquina, Alcorn descobriu que o mecanismo tinha emperrado por excesso de moedas.
Após ouvir sobre o sucesso do jogo, Bushnell decidiu que haveria lucro para a Atari manufaturar o jogo ao invés de licenciá-lo, mas o jogo já tinha despertado o interesse de Bally e Midway. Bushnell decidiu informar a cada um dos dois grupos que o outro tinha perdido o interesse - Bushnell disse a Bally que os executivos da Midway não quiseram a máquina e vice-versa - para preservar as relações para futuros negócios. Ao ouvir o comentário de Bushnell, os dois grupos declinaram a oferta. Bushnell teve dificuldades para encontrar um financiamento para Pong; os bancos viam o jogo como uma variação do pinball, que na época o público em geral associava com a Máfia. Atari eventualmente obteve uma linha de crédito do Wells Fargo que seria usado para expandir suas instalações e montar uma linha de montagem. Eles então procuraram trabalhadores de montagem nos escritórios de emprego local, mas não conseguiam atingir a demanda. As primeiras máquinas foram produzidas bem devagar, cerca de dez máquinas por dia, muitas das quais falharam nos testes de qualidade. Atari eventualmente racionalizou o processo e começou a produzir o jogo em quantidades maiores. Em 1973, eles começaram a vender Pong para outros países com a ajuda de parceiros estrangeiros.

### Versão doméstica

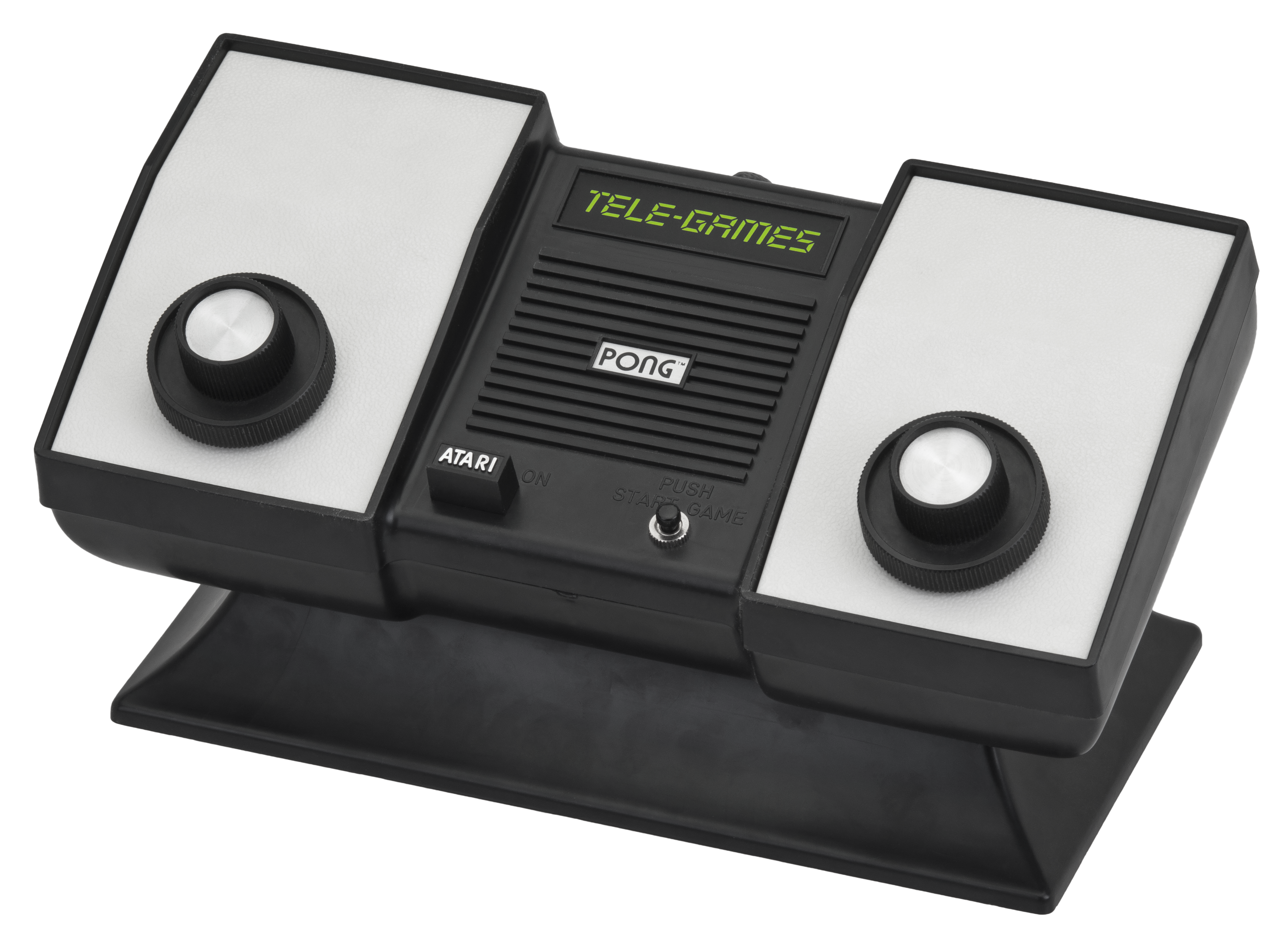
Versão doméstica de Pong lançada em 1975

O sucesso de Pong fez com que Bushnell criasse um novo produto. Em 1974, o engenheiro da Atari Harold Lee propôs uma versão doméstica de Pong que se conectaria a televisão: Home Pong. O sistema começou a ser desenvolvido sob o codinome Darlene, em homenagem a uma atrativa empregada da Atari. Alcorn trabalhou com Lee para desenvolver o design e o protótipo, e baseando-se na mesma tecnologia digital usada para o jogo de arcade. Os dois trabalharam em turnos para poupar tempo e dinheiro; Lee trabalhava na lógica do design durante o dia, enquanto Alcorn depurava o design durante a tarde. Depois que o design foi aprovado, o engenheiro da Atari Bob Brown ajudou Alcorn e Lee na produção do protótipo. O protótipo consistia em um aparelho encaixado em um pedestal de madeira contendo mais de cem fios, que seriam eventualmente trocados por um único chip criado por Alcorn e Lee; o chip ainda não tinha sido testado e criado quando o protótipo foi construído. O chip foi terminado na segunda metade de 1974, e foi, na época, o chip de maior performance em um produto de consumidor.
Bushnell e Gene Lipkin, vice-presidente de vendas da Atari, tentaram vender Home Pong para varejistas de brinquedos e eletrônicos, sem sucesso. Os varejistas achavam que o produto era muito caro e não iria interessar aos consumidores. Atari contatou o departamento de bens esportivos de Sears após notar a divulgação de Magnavox Odyssey na sua seção de bens esportivos no seu catálogo. A equipe da Atari discutiu com o representante, Tom Quinn, que demonstrou entusiasmo e ofereceu a empresa um acordo de exclusividade. Acreditando que poderiam encontrar termos mais favoráveis em outros lugares, os executivos da Atari declinaram o acordo e continuaram a procurar varejistas de brinquedos. Em janeiro de 1975, a equipe da Atari montou uma cabine para Home Pong na toy trade fair em Nova Iorque, mas não conseguiram pediram de compras.
Depois do evento, eles encontraram Quinn de novo, e, dias depois, fizeram uma reunião com ele para ter um pedido de compra. Para conseguir a aprovação do departamento de bens esportivos, Quinn sugeriu que a Atari demonstrasse o jogo para os executivos em Chicago. Alcorn e Lipkin viajaram para Sears Tower e, apesar de uma complicação técnica, obtiveram a aprovação. Bushnell disse a Quinn que ele poderia produzir 75.000 unidades em tempo para a temporada do natal, entretanto, Quinn pediu o dobro. Apesar de Bushnell saber que Atari não possuía capacidade para manufaturar 150 mil unidades, ele concordou. Atari comprou uma nova fábrica ao conseguir fundos de um investidor em capital de risco, Don Valentine. Com a supervisão de Jimm Tubb, a fábrica cumpriu a ordem de compra da Sears. As primeiras unidades foram nomeadas pela Sears com o nome de "Tele-Games". Atari depois lançou uma versão sob sua própria marca em 1976.

### Processo da Magnavox
O sucesso de Pong chamou a atenção de Ralph Baer, inventor da Magnavox Odyssey, e seu empregado, Sanders Associates. Sanders tinha um acordo com Magnavox para lidar com as licenças do Odyssey, que incluía as infrações dos seus direitos exclusivos. Entretando, Magnavox não tomou ações legais contra a Atari e várias outras empresas que lançaram clones do Pong. Sanders continuou a aplicar pressão, e em abril de 1974 Magnavox abriu um processo contra Atari, Bally Midway, Aliied Leisure e Chicago Dynamics. Magnavox argumentou que a Atari infringiu as patentes de Baer e seu conceito de ping-pong eletrônico baseado em registros detalhados que Sanders guardava do processo de design de Odyssey desde 1966. Outros documentos incluíam depoimentos de testemunhas e um livro de visitas assinado que demonstrava que Bushnell havia jogado o jogo de tênis de mesa de Odyssey antes do lançamento de Pong. Em resposta para as alegações que ele viu Odyssey, Bushnell declarou mais tarde que "O fato é que eu realmente vi o jogo Odyssey e eu não o achei muito inteligente."
Após considerar suas opções, Bushnell decidiu resolver com Magnavox fora da corte. Os advogados de Bushnell achavam que poderiam ganhar, entretanto, estimaram os custos legais em US$1.5 milhões, que era maior que os fundos da Atari. Magnavox ofereceu a Atari um acordo para ela se tornar uma licenciadora por US$ 0,7 milhões. Outras empresas que produziam clones de Pong teriam que pagar royalties. Além disso, Magnavox teria o direito sobre os produtos desenvolvidos pela Atari no decorrer do ano seguinte. Magnavox continuou com as ações legais contra as outras empresas, e os processos começaram logo após o acordo com Atari em junho de 1976. O primeiro caso ocorreu na corte distrital de Chicago, com o juiz John Grady presidindo. Para evitar que Magnavox tivesse os direitos sobre seus produtos, Atari decidiu atrasar o lançamento de seus produtos por um ano, e escondia informações de Magnavox quando seus empregados visitavam as fábricas da Atari.

## Impacto e legado
Os jogos de arcade Pong manufaturados pela Atari foram um grande sucesso. O protótipo foi bem recebido pelo dono do bar Andy Capp; as pessoas iam pro bar apenas para jogar. Após o seu lançamento, Pong frequentemente dava quatro vezes mais lucro que as outras máquinas operadas por moedas. Bushnell estimou que o jogo dava um lucro de US$35-40 por dia, que pode ser descrito como algo nunca antes visto na história da indústria de entretenimento operada em moedas daquela época. O lucro dado pelo jogo resultou em um aumento dos pedidos de compra que a Atari recebeu. Isso deu a Atari uma fonte de renda constante; a companhia vendeu as máquinas por um preço três vezes maior que o custo de produção. Em 1973, a companhia tinha vendido 2.500 máquinas e, no final de 1974, vendeu mais que 8.000 unidades. As máquinas de arcade se tornaram desde então um item de colecionador, com a cocktail-table version  sendo a mais rara. Pouco tempo depois do sucesso do jogo no teste do bar Andy Capp, outras companhias começaram a visitar o bar para conferir o jogo. Jogos similares apareceram no mercado três meses depois, produzido por empresas como Ramtek e Nutting Associates. A Atari não pode fazer nada contra os competidores pois não tinham feito inicialmente uma patente para a tecnologia usada no jogo. Quando a empresa fez a patente, complicações atrasaram o processo. Como resultado, o mercado consistia principalmente de clones de Pong; autor Steven Kent estima que a Atari produziu menos de um terço das máquinas. Bushnell se referiu aos competidores como "Jackals" pois ele sentiu que eles tinham uma vantagem injusta. Sua solução para competir contra eles foi produzir mais jogos e conceitos inovadores.
Home Pong foi um sucesso instantâneo após seu lançamento limitado em 1975 pela Sears; cerca de 150.000 unidades foram vendidas nas férias daquele ano. O jogo se tornou o produto de mais sucesso de Sears na época, o que deu a Atari o Premio de excelência em qualidade Sears. Do mesmo modo que a versão para arcade, várias empresas lançaram clones para capitalizar no sucesso dos consoles, muitas das quais continuaram a produzir novos consoles e jogos. Magnavox relançou seu sistema Odyssey com um hardware simplificado e novos elementos, tendo lançado versões atualizadas posteriormente. Coleco entrou no mercado de videogame com seu console Telstar contendo três variações de Pong e também foi sucedido por novos modelos. A Nintendo lançou Color TV Game 6 em 1977, que rodava seis variações de tênis eletrônico. No ano seguinte, recebeu uma atualização, o Color TV Game 15, que possuía quinze variações. Os sistemas foram a porta de entrada da Nintendo para o mercado de videogame doméstico e foram os primeiros a serem produzidos por eles mesmos (antes eles licenciavam o Magnavox Odyssey). Os consoles dedicados a Pong e seus inúmeros clones se tornaram raridades de diferentes níveis. Os consoles Pong da Atari são comuns, enquanto que os consoles TV Fun da APF Eletronics são moderadamente raros. Os preços entre colecionadores, entretanto, variam de acordo com a raridade, com o as versões Tele-Games da Sears sendo normalmente mais baratas que as da marca Atari.
Muitas publicações consideram Pong o jogo que lançou a indústria de videogames como um negócio lucrativo. O autor de vídeo games David Ellis vê o jogo como um marco no sucesso da indústria de vídeo games, e considera o jogo de arcade "um dos títulos mais significantes da história". Kent atribui o "fenômeno arcade" a Pong e aos jogos da Atari que o seguiram, e considera o lançamento da versão doméstica um início bem sucedido dos consoles. Bill Loguidice e Matt Barton do Gamasutra se referem ao lançamento do jogo como um começo de um novo meio de entretenimento, e comentou que sua jogabilidade simples e intuitiva o fizeram ser um sucesso. Muitas outras empresas que produziram suas próprias versões de Pong eventualmente se tornaram muito conhecidas no meio. Nintendo entrou no mercado de vídeo games com os clones de Home Pong. O lucro gerado por eles (cada sistema vendeu mais de um milhão de unidades) ajudou a empresa a sobreviver a dificuldade financeira da época e os inspiraram a investir ainda mais nos jogos eletrônicos. Depois de ver o sucesso de Pong, Konami decidiu entrar no mercado de arcade e lançou seu primeiro título, Maze. Seu sucesso moderado fez a empresa desenvolver novos títulos.

### Sequências e remakes
Bushnell sentiu que o melhor modo de competir contra os imitadores era criar produtos melhores, fazendo com que a Atari produzisse sequências do jogo nos anos seguintes após o lançamento original: Pong Doubles, Super Pong, Quadrapong, e Pin-Pong. As sequências possuíam gráficos similares, mas incluíam novos elementos de jogabilidade; por exemplo, Pong Doubles permitia que quatro jogadores competissem em duplas, enquanto Quadrapong fazia os jogadores competirem entre si em um campo para quatro jogadores. Bushnell também considerou uma versão gratuita do Pong para entreter as crianças em consultórios médicos. Ele inicialmente o chamou de Snoopy Pong e fez o gabinete com base na casa de Snoopy com o personagem no topo, mas depois mudou o nome para Poppy Pong e alterou o Snoopy para um cachorro genérico para evitar ações legais. Bushnell depois usou o jogo em sua franquia de restaurantes Chuck E. Cheese's. Em 1976, Atari lançou Breakout, uma variação de um jogador de Pong em que o objetivo era remover os tijolos da parede ao acertá-los com a bola. Assim como Pong, Breakoutt foi seguido de muitos clones que copiaram a jogabilidade: Arkanoid, Alleyway e Break 'Em All.
Atari refez o jogo para várias plataformas. Pong foi incluído em várias compilações de Atari em plataformas incluindo Sega Mega Drive, PlayStation Portable, Nintendo DS, e PC. Através de um acordo com Atari, Bally Gaming and Systems desenvolveu uma versão caça-níquel do jogo. A Atari desenvolveu TD Overdrive que incluía Pong como um jogo extra para ser jogado durante a tela de carregamento. Em 1999, o jogo foi refeito para PC e PlayStation com gráficos 3D e power-ups.

### Na cultura popular
Pong tem aparecido de vários modos na cultura popular. O jogo aparece principalmente em episódios de séries de televisão: That '70s Show, King of the Hill, e Saturday Night Live. Na animação Wall-e, da Disney, o personagem tenta jogar Pong sozinho num console de Atari, é possível perceber que sua pontuação no jogo chega a 1999 contra 0. Em 2006, um comercial da American Express apresentava Andy Roddick em uma partida de tênis contra a paleta branca. Outros jogos eletrônicos também fizeram referências e paródias; por exemplo, Neuromancer para Commodore 64 e Banjo-Kazooie: Nuts and Bolts para Xbox 360. O evento de concerto Video Games Live tocou trilha sonora do jogo Pong como parte do seu especial retro "Classic Arcade Medley". A música de Black Francis "Whatever Happened to Pong?" do álbum Teenager of the Year faz muitas referências aos elementos do jogo.
O estúdio de design alemão Buro Vormkrijgers criou um relógio com tema do jogo Pong como um projeto de diversão nos seus escritórios. Quando o estúdio decidiu comercializar o relógio, Atari tomou as ações legais cabíveis em fevereiro de 2006. As duas empresas eventualmente chegaram a um acordo em que Buro Vormkrijgers poderia produzir um número limitado de relógios sob licença. Em 1999, o artista francês Pierre Huyghe criou uma instalação chamada "Atari Light" em que duas pessoas usavam jogos portáteis para jogar Pong em um terraço iluminado. O trabalho foi exibido em Venice Biennale em 2001, e no Museo de Arte Contemporáneo de Castilla y León em 2007. Em 2009 laboratório artístico memeLab criou uma instalação inspirada no jogo chamada VideoPong, que foi exposta no TEDx Salvador e no SESC Belenzinho, durante a Virada Cultural, em 2013.
O jogo foi incluído na exibição Game On do Museu de Ciência de Londres para mostrar os vários aspectos da história, desenvolvimento e cultura dos jogos eletrônicos.